# Gallneukirchen
Gallneukirchen je město v rakouské spolkové zemi Horní Rakousy, v okrese Urfahr-okolí. Žije zde přibližně 6 500 obyvatel.

## Historie
V období třetihor bylo dnešní území obce pokryto mořem. V mladší době kamenné se lidé usazovali na svazích Gallneukirchnerské pánve, o čemž svědčí četné nálezy plochých seker a kamenných seker. Východně od centra obce, v Tumbachu, byl odkryt mohylový komplex se 4 hroby z pozdní doby bronzové.
Místo bylo poprvé zmíněno  v roce 1125 jako Novenkirchen. Kolem roku 1260 získalo místo tržní práva, která byla potvrzena v roce 1510 a od roku 1356 se používá současný místní název Gallneukirchen.
Poloha na důležité obchodní cestě z Lince přes Freistadt do Čech byla základem prosperity a existence obyvatel města.
Koněspřežná dráha České Budějovice – Linec – Gmunden přinesla městu hospodářský rozkvět. 